# 酒泉县 (义宁)
酒泉县，中国古旧县名。
隋朝义宁元年（617年）改福禄县置，治所在今甘肃省酒泉市城关镇。属张掖郡。唐朝武德二年（619年）分张掖郡置肃州治此。大历元年（766年）地入吐蕃。1913年废肃州改酒泉县。1958年与金塔县合并，改设酒泉市。1964年撤市复县。 